# 森田金蔵
森田 金蔵（もりた きんぞう、1867年9月2日（慶應2年7月24日） - 1940年（昭和15年）1月18日）は、日本の実業家、政治家。衆議院議員（1期）。

## 経歴
兵庫県出身。神戸商業会議所副会頭、神戸貿易同業組合長、神戸市基督教青年会理事長、同会商業学校、同外国語学校各校長、神戸貿易青年会会長、同会英語学校校長、赤心(株)社長、大沢商会、昭和金鉱、茂世路鉱業各(株)常務取締役、神戸生糸、帝国鉄工、日本染工各(株)取締役となる。
1924年の第15回衆議院議員総選挙において兵庫1区から無所属で立候補して当選した。1928年の第16回衆議院議員総選挙において兵庫1区から実業同志会公認で立候補したが落選した。1940年死去。